# Xylotrechus sandakanus
Xylotrechus sandakanus là một loài bọ cánh cứng trong họ Cerambycidae.